# Влашка бисерница
„Влашка бисерница“ је двоструки музички албум Слободана Домаћиновића из 1982. године, у издању Југодиска. Сматра се једним од највећих блага влашке народне музике. На њему се налази 19 пјесама:
1. Те јубеск Марије (Te jubesk Marije – Волим те, Марија, позната и као Фоаје верде – Зелени лист)
2. Драгостеа да фата маре (Dragostea da fata mare – Љубав младе дјевојке)
3. Departe najka departe (Далеко, драга, далеко)
4. Бађе пентру оки таји (Badje pentru ojki taji – Због очију твојих, драгане)
5. Мај најкуца драга (Maj najkuca draga – Драги, драгане)
6. В’нтуље мај фуртунат (Vintulje mai furtunat – Вјетрићу немирни)
7. Фагуље фрунза ротата (Fagulje frunza rotata – Јасену округлог листа)
8. Де к’нд мајка ма факут (De kind majka ma fakut – Откад ме је мајка родила)
9. Већина драга већина (Većina draga većina – Комшинице драга)
10. Ма дусај ла хора ’н сат (Ma dusaj la hora-n sat – Одох у село на игранку)
11. Ће наскултај де паринц (Će naskultaj de părinc – Што не слушах родитеље)
12. Ђи ла ђал расаре луна (De la djal răsare luna – Иза горе мјесец се рађа)
13. Падуре соро падуре (Pădure soro pădure – Шумице сестро, шумице)
14. М’ндруцо дин деалул-маре (Mîndruco din dealul-mare – Драга моја са пропланка)
15. Иљана, Иљана (Iljană, Iljană – Љиљана, Љиљана)
16. Љаганаће врф де брад (Ljaganaće vrf de brad – Заљуљај се, врху бора)
17. М’ндра мја вино ин куа (Mindra mja vino in kua – Дођи амо, драга моја)
18. Је т’рзију ши лумја (Je tirziu ši lumea – Касно је, свијет спава)
19. Ла ф’нт’на дин раскруће (La fintina din raskruće – На извору код раскршћа)